# Andreas Kröneck
Andreas Kröneck (* 11. November 1978 in Marbach am Neckar, Baden-Württemberg) ist ein deutscher Regisseur, Produzent, Drehbuchautor und Dramaturg. Seit 2020 ist er als Unternehmer in der Unterhaltungsbranche mit dem Film- und Synchronstudio HNYWOOD tätig.

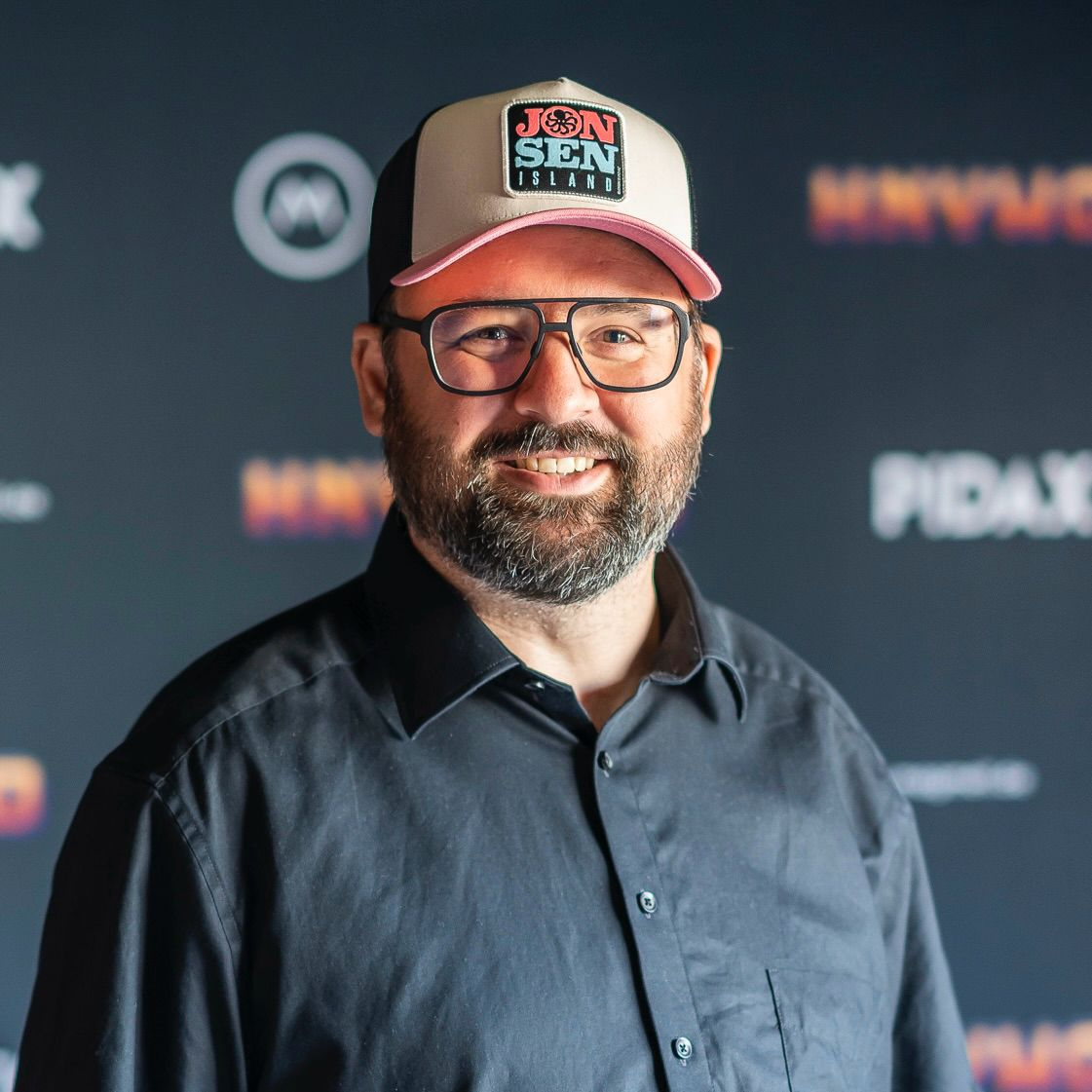
Andreas Kröneck, Regisseur, 2022 bei der Premiere von Paul Temple und der Fall Valentine

## Werdegang
Andreas Kröneck wuchs in der Nähe von Heilbronn in Süddeutschland auf. Sein Wunsch war es von jeher, Filme zu machen. Im Dezember 1999 war er Mitgründer der Heilbronner Werbeagentur Magmell, die er später auch als Geschäftsführer leitete. Hier realisierte er als Regisseur, Autor und Produzent zahlreiche Kinospots, Bewegtbild-Kampagnen und Imagefilme. In dieser Zeit drehte er auch einige Kurzspielfilme.
2005 verantwortete er als Drehbuchautor und Filmregisseur die filmischen Bestandteile der Operninszenierung „Il Trionfo“ des Ensembles Progetto Semiserio. Die Kombination aus Live-Musik und Filmsequenzen wurde am 8. September 2005 im Metrokino in Wien uraufgeführt.
2020 gründete er gemeinsam mit Antonio Fernandes Lopes das Filmstudio HNYWOOD. Als Drehbuchautor und Regisseur liebt es Andreas Kröneck, zwei Elemente zu verbinden, die ihn am Kino besonders faszinieren: spannende Genrefilme und intensive Emotionen.
Sein erster abendfüllender Spielfilm, die Filmkomödie Faustdick, war während des ersten Lockdowns der Corona-Pandemie im Frühjahr 2020 deutschlandweit in zahlreichen Autokinos zu sehen. Die Komödie war auf den Internationalen Filmfestspielen Karlsruhe im Jahr 2020 als bester Spielfilm nominiert und wurde vom Berliner Arthouse-Label Neue Visionen digital sowie als DVD veröffentlicht.
2021/22 arbeitete Kröneck als Dramaturg und Autor (Dialoge) an der vom Film- und Hörspielverlag PIDAX in Auftrag gegebenen Neuauflage der Kult-Hörspielserie Paul Temple von Francis Durbridge. Das erste Stück der Trilogie, Paul Temple und der Fall Valentine, wurde dabei bei der Ohrcast-Wahl zum Hörspiel des Jahres 2022 auf den zweiten Platz gewählt.
Zwischen Januar 2023 und September 2023 drehte Kröneck den Erotik-Thriller Raub ihren Atem in Heilbronn und Matera, die Postproduktion ging bis in das Jahr 2024. Der Film war auf den Biberacher Filmfestspielen 2024 als bester Debüt-Film nominiert. Der Film wird vom Camino-Filmverleih deutschlandweit am 26. Dezember 2024 in die Kinos gebracht.
Beim SWR-Serienwettbewerb 2024 Tief im Südwesten erreichte Andreas Kröneck mit seinem Serien-Konzept Schwaben vs. Aliens aus über 180 Teilnehmern das Finale.

## Hörspiele
- 2022: Paul Temple und der Fall Valentine (Bearbeitung und Dramaturgie; Achtteiler von Francis Durbridge, Regie: Antonio Fernandes Lopes, Ausstrahlung 24.12.2022-26.12.2022, ARD/Radio Bremen 2)
- 2022: Paul Temple und der Fall McRoy (Bearbeitung und Dramaturgie; Vorlage: Francis Durbridge, Regie: Antonio Fernandes Lopes)
- 2022: Paul Temple und der Fall Westfield (Bearbeitung und Dramaturgie; Vorlage: Francis Durbridge, Regie: Antonio Fernandes Lopes, Ausstrahlung 11.08.2024-12.08.2022, ARD/Radio Bremen)

## Filmographie
Spielfilme
- 2018: Faustdick (Drehbuch, Produktion, Regie)
- 2023/24: Raub ihren Atem (Drehbuch, Produktion, Regie)

Dokumentation
- 2025: 500-Tonnen-Reise (in Produktion) (Regie)

## Links
- Andreas Kröneck bei IMDb
- Andreas Kröneck bei filmportal.de
- Andreas Kröneck bei Crew United
- Andreas Kröneck bei HNYWOOD